# کیمبل (نبراسکا)
کیمبل(به انگلیسی: Kimball) شهری در ایالت نبراسکا کشور ایالات متحده آمریکا است که جمعیت آن در سرشماری سال ۲۰۱۰ میلادی، ۲٬۴۹۶ نفر بوده‌است.

## نگارخانه

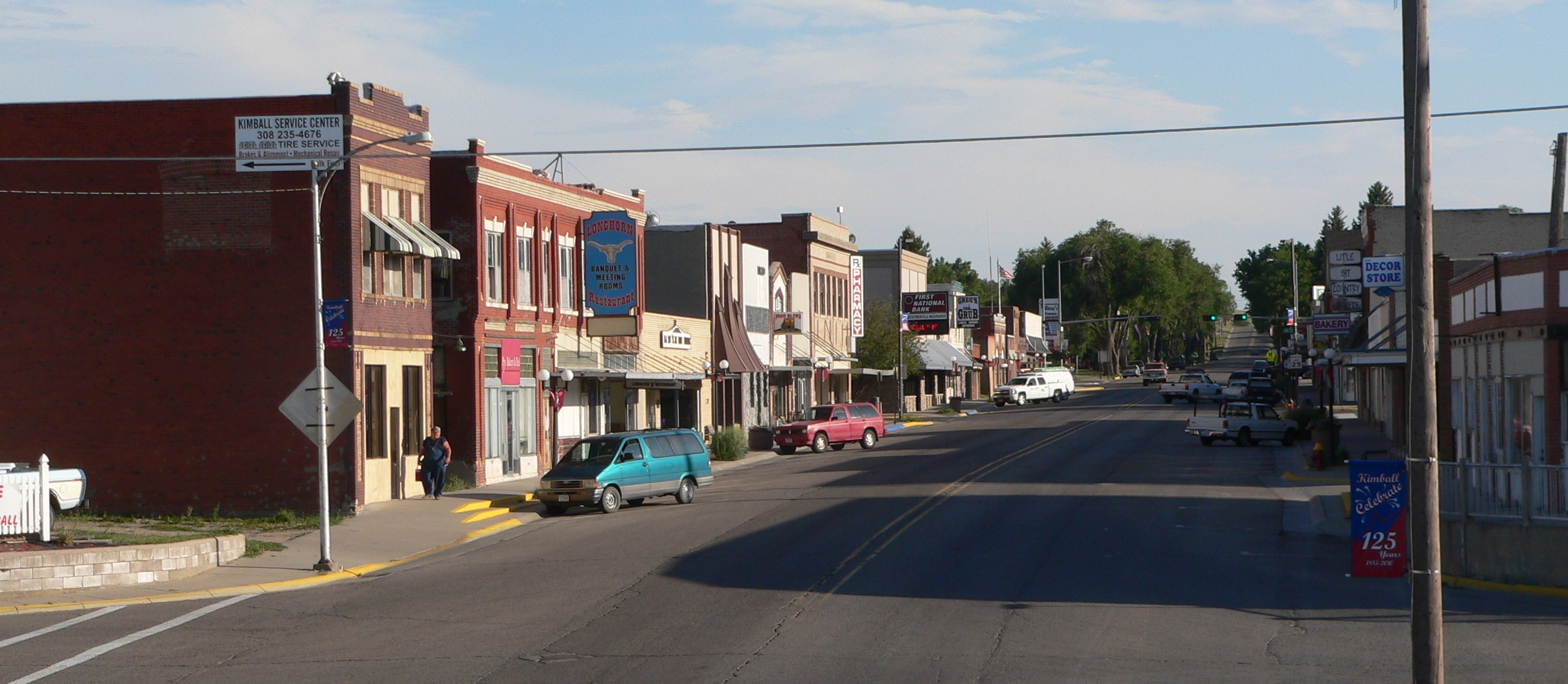

## موقعیت جغرافیایی
موقعیت جغرافیایی شهرها و مناطق اطراف به شرح زیر است: